# Xã Marengo, Quận Iowa, Iowa
Xã Marengo (tiếng Anh: Marengo Township) là một xã thuộc quận Iowa, tiểu bang Iowa, Hoa Kỳ. Năm 2010, dân số của xã này là 2.473 người.